# Zakłady Azotowe Puławy
Die Grupa Azoty Zakłady Azotowe Puławy S. A. (deutsch Stickstoff-Werke Puławy) ist ein polnisches Chemieunternehmen mit Sitz in Puławy, Woiwodschaft Lublin, das sich auf die Massenproduktion von Stickstoffdüngern mit einer der Komponenten (Ammoniaksalpeter, Harnstoff, Salpeter-Harnstoff-Lösung, Ammonsulfat) spezialisiert hat; zugleich einer der weltgrößten Hersteller vom Melamin und das größte polnische Unternehmen in der Branche großchemische Synthese.

## Gesellschaftsdaten
Grupa Azoty Zakłady Azotowe Puławy S. A. sind im polnischen Handelsregister unter der Nummer 0000011737 registriert.
Registerdaten:
- REGON (Gewerbeanmeldungsnummer): 430528900,
- NIP (Steuer-Identifikationsnummer): 7160001822.

Das Gründungskapital beträgt 191.150.000 PLN und teilt sich in 19.115.000 Aktien.
Die Gesamtheit der Aktionäre der Gesellschaft stellte sich in der Mitte des Jahres 2012 folgenderweise vor:
- Staat: 50,67 %
- Kompania Węglowa S. A.: 9,90 %
- Zbigniew Jakubas und verbundene Wirtschaftssubjekte: 5,16 %
- ING TFI S. A.: 5,01 %

## Geschichte

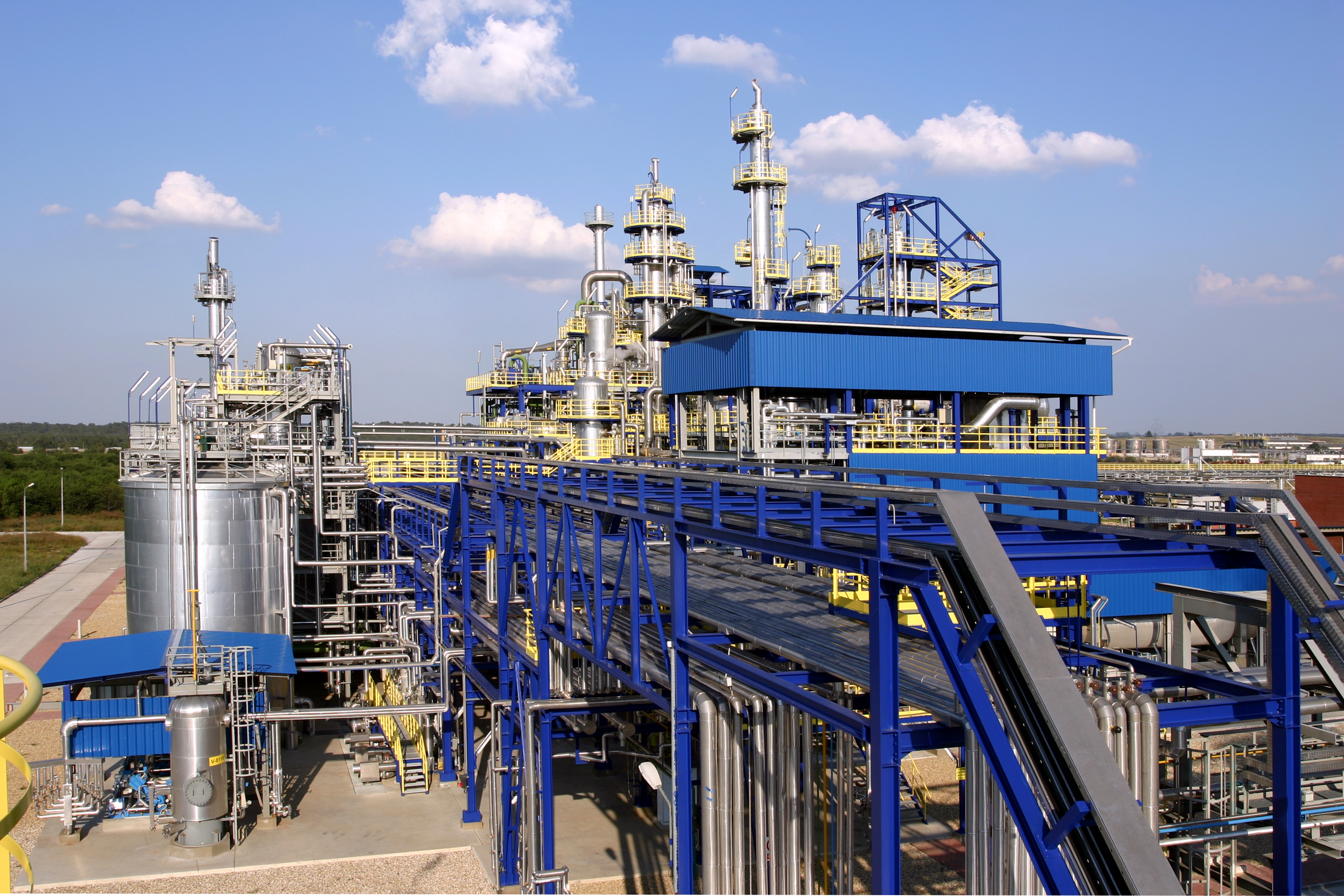
Produktionsanlagen in Zakłady Azotowe PUŁAWY S. A.

### Periode der Volksrepublik Polen
Die Entscheidung zum Bau der Stickstoffdünger-Fabrik in Puławy wurde am 19. Dezember 1960 getroffen. Nach einer Bauzeit von fünf Jahren startete am 4. Juni 1966 die Produktion vom Ammoniak und Harnstoff. In den Jahren 1967 bis 1970 folgte die Produktion vom Kohlendioxid und Trockeneis.
Im Jahre 1970 fiel die Entscheidung zum Bau eines Produktionsbetriebs für Caprolactam, von 1975 bis 1977 entstand die erste Fertigungslinie für Melamin.
In den 1980er Jahren wurden die ersten Fortschritte im Bereich des Umweltschutzes erzielt. Unter anderem entstand eine Kläranlage an der Fertigungslinie für Caprolactam. Parallel wurde das Kunstdünger-Sortiment erweitert: Der erste Dünger mit zwei Komponenten wurde produziert, eine Salpeter-Harnstoff-Lösung.

### Periode der Dritten Republik Polen
Am 1. September 1992 wurde der Betrieb in eine staatseigene Aktiengesellschaft umgewandelt und bekam seinen jetzigen Namen. Am 14. November 1995 wurde die Fertigungslinie für Wasserstoffperoxid in Gang gesetzt. Am 15. November 1998 folgte eine Anlage für Natriumorthoboran. Außerdem wurden technologisch veraltete Fertigungslinien für Harnstoff und Ammoniak ausgewechselt und modernisiert.
In den Jahren 2000 bis 2004 wurden in Zusammenarbeit mit der Firma Eurotecnica nacheinander zwei neue Fertigungslinien für Melamin in Gang gesetzt, seitdem hat das Unternehmen einen 10-Prozent-Anteil an der Weltproduktion dieser chemischen Verbindung.
Bis 2005 war der Staat mit 99,99 % der Aktien Inhaber der Gesellschaft. Im Jahr 2005 wurde das Unternehmen durch den Börsengang an die Warschauer Wertpapierbörse (GPW) privatisiert, der Staat blieb jedoch Inhaber eines Mehrheitspakets.
Am 30. Oktober 2007 wurde die Sonderwirtschaftszone Starachowice mit der Unterzone Puławy beschlossen. Innerhalb der Unterzone Puławy liegt Zakłady Azotowe Puławy S. A. im Gewerbepark von Puławy und nimmt eine Fläche von ca. 99 ha ein.
Im Jahre 2008 erhielt Zakłady Azotowe Puławy S. A. im Rahmen der Regelungen für die Sonderwirtschaftszone die Zulassung für die Kapazitätsausweitung für Harnstoff um ca. 270.000 t/Jahr und Ad Blue bis zu 100.000 t/Jahr hat. Diese Investitionen wurden im Jahr 2010 beendet. Zeitgleich erhielt die Firma Air Liquide die Gewerbezulassung im Gebiet der Sonderwirtschaftszone zur Herstellung von technischen Gasen für Zwecke der Zakłady Azotowe Puławy S. A. und anderer Kunden.
2011 erwarb die Gesellschaft einen 98,43-Prozent-Anteil am Danziger Betrieb für Phosphordünger „Fosfory Sp z o.o.“ und erweiterte das Handelsangebot um Phosphordünger und Düngermischungen.
2012 erwarb die Gesellschaft einen 85-Prozent-Anteil an den Chemiewerken von Chorzów Adipol-Azoty S. A., und erweiterte das Handelsangebot unter anderem um Kaliumnitrat, Kalziumnitrat und chemische Lebensmittelzusatzstoffe.

## Verwaltung

### Vorstand
- Jacek Janiszek – Vorstandsvorsitzender[10][11]
- Krzysztof Homenda – Mitglied des Vorstands[12]
- Paweł Owczarski – Mitglied des Vorstands[13]
- Izabela Małgorzata Świderek – Mitglied des Vorstands[14]
- Andrzej Skwarek – Mitglied des Vorstands[15]

### Verwaltungsrat
- Jacek Nieścior – Aufsichtsratsvorsitzender[16]
- Maciej Marzec – Mitglied des Aufsichtsrats
- Wiktor Cwynar – Sekretär des Aufsichtsrats
- Grzegorz Mandziarz – Mitglied des Aufsichtsrats
- Jacek Wójtowicz – Mitglied des Aufsichtsrats
- Krzysztof Bednarz – Mitglied des Aufsichtsrats

## Kapazität

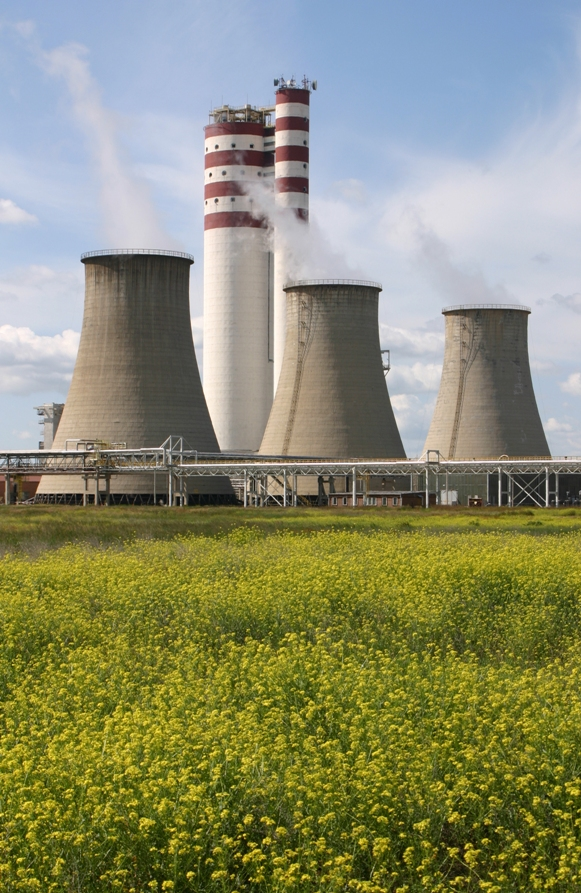
Blick auf Zakłady Azotowe in Puławy

Die Jahreskapazität des Werkes stellte sich im Jahr 2011 folgenderweise dar:
- Harnstoff – 1.215.000 Tonnen
- Ammoniaksalpeter – 1.103.850 Tonnen
- Salpeter-Harnstoff-Lösung – 1.000.000 Tonnen
- Ammonsulfat – 156.000 Tonnen
- AdBlue – 100.000 Tonnen
- Melamin – 92.000 Tonnen
- Caprolactam – 70.000 Tonnen
- Wasserstoffperoxid – 10.000 Tonnen
- kondensiertes Kohlendioxid – 74.250 Tonnen

## Beteiligungen

### Mehrheitsbeteiligungen
- der Danziger Betrieb für Phosphordünger „Fosfory Sp z o.o.“ – 98,45 % Prozent der Anteile in der Gesellschaft[18][19]
- Azoty-Adipol S. A. – Produktion der Dünger und Chemikalien, logistische Leistungen – 85,00 %[20][21]
- Prozap Sp z o.o. – Ingenieurleistungen – 84,69 %
- Remzap Sp z o.o. – Renovierungsleistungen – 94,61 %
- Medical Sp z o.o. – Krankenleistungen – 91,41 %
- Jawor Sp z o.o. – Hotelsleistungen – 99,96 %
- Sto-Zap Sp z o.o. – Catering – 96,15 %
- Melamina III Sp z o.o. – Energieprojekt – 100,00 %

### Minderheitsbeteiligungen
- BBM Sp z o.o. – Meeresexport-Terminal – 50,00 %
- CTL Kolzap Sp z o.o. – Anschlussgleisleistungen – 49,00 %
- Navitrans Sp z o.o. – Spedition – 26,45 %
- Technochimservis – Handelsleistungen – 25,00 %

## Sportklubs
Zakłady Azotowe in Puławy sponsern zurzeit den Handballklub Azoty-Puławy, der 2003 durch die Auswahl von Spielern aus dem Klub Wisła Puławy entstand, der in der PGNiG Superliga hervortritt. Sie unterstützen auch den Sportklub Wisła Puławy, der mehrere Sektionen hat und dessen Repräsentant der Schwimmer Konrad Czerniak ist. Die Fußballspieler dieses Klubs erreichten in der Saison 2010/2011 den Aufstieg in die zweite Liga.

## Preise und Auszeichnungen

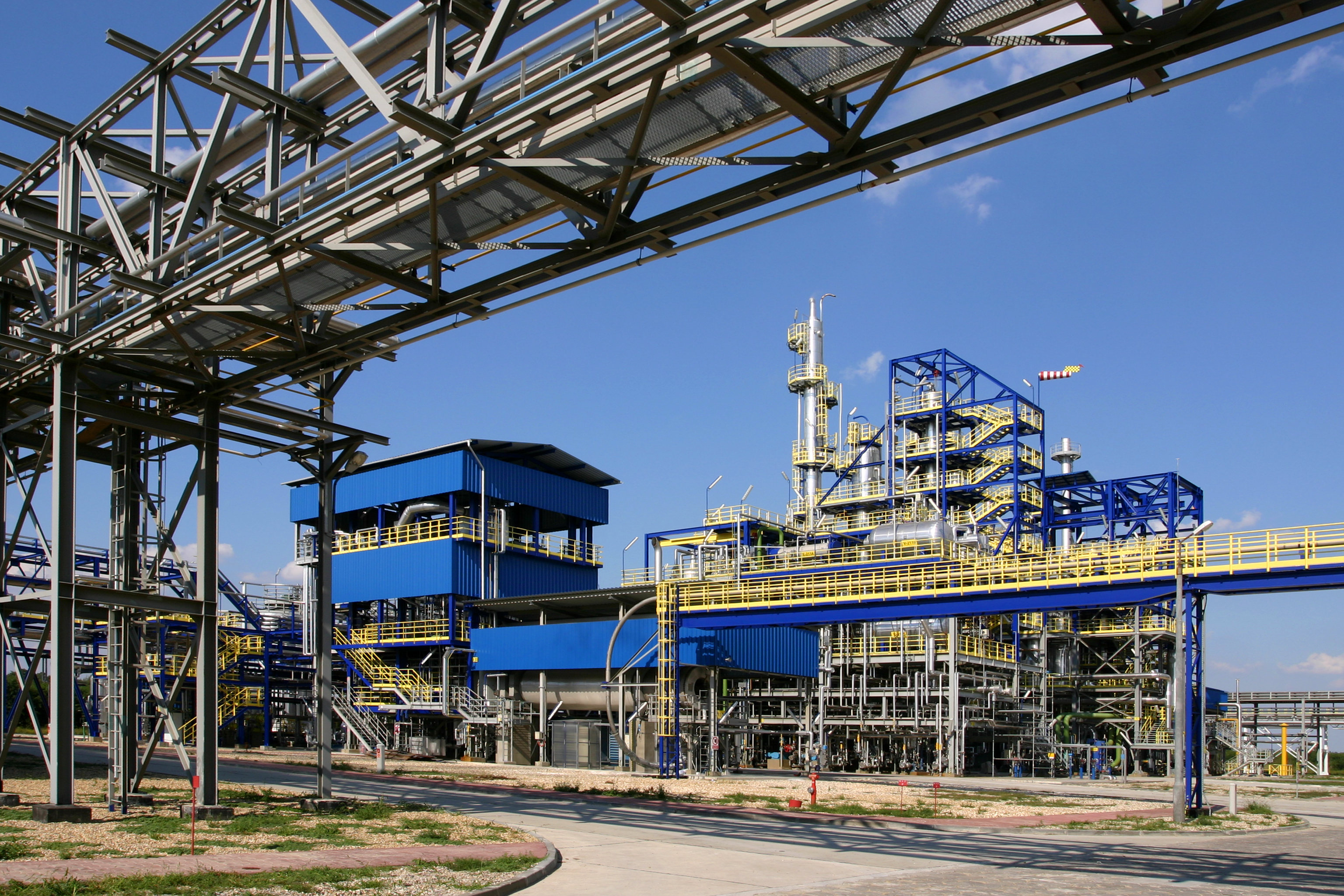
Anlagen in Zakłady Azotowe PUŁAWY S. A.

Die Werke in Puławy sind Preisträger vieler Preise auf Regional-, Landes- und internationaler Ebene.

### 2000
- der von der Redaktion von „Rynki Zagraniczne“ verliehene Preis „Hervorragender Exporteur“ für die Leistungen in der Geschäftsbeziehung mit dem Ausland.
- Goldener Lorbeer von „Gazeta Bankowa“ beim Ranking der „Besten Firmen 2000“.

### 2001
- Bescheinigung „Unternehmen Fair Play 2001“, die im Wettbewerb „Unternehmen Fair Play“ von der Landeswirtschaftskammer und dem Forschungsinstitut für Demokratie und Privatunternehmen für die Einhaltung der ethischen Regeln, Ehrlichkeit und Redlichkeit im Geschäft verliehen wird.

### 2002
- „Goldenes Orbital“ im Wettbewerb von „Rynek Chemiczny“ für die Gesamtheit der mit der Inbetriebnahme der Anlage Melamin II verbundenen Arbeiten.

### 2004
- Statuette vom „Kristallglobus“ als Tabellenführer des Exportwerts und Tabellenführer der Exportdynamik 2002/2003, die von der Redaktion von „Polish Export Review“ und vom Verein „Klub Eksportera“ verliehen wird.

### 2010
- Preis für den 2. Platz bei der Patentenzahl in den Jahren 2004–2008.
- Auszeichnung für die Bearbeitung der Produktionsart vom Hydroxylaminsulfat in der Anlage zur Herstellung vom Kaprolaktam. Der Preis wurde vom Vorsitzenden der Landeswirtschaftskammer verliehen.

### 2011
- Nominierung im Wettbewerb „Die gern gesehene Firma“ für das beste Image im Zusammenhang mit der sozialen Geschäftsverantwortung in der Lubliner Woiwodschaft – die von Business Centre Club verliehene Auszeichnung für soziales Engagement und die Verwirklichung der Idee der sozialen Geschäftsverantwortung.[25]
- Preis „Lubliner Geschäftsadler“ in der Kategorie: Große Industrieunternehmen. Der Preis wurde vom Lubliner Arbeitgeberverband verliehen.[26]
- Preisträger des Rankings „Die Reformer“ von Wprost – Ranking der meistinnovativen polnischen Unternehmen, das vom Wirtschaftswissenschaftinstitut der Polnischen Akademie der Wissenschaften vorbereitet wurde.[27]
- Preis „Goldener Schlüssel zum Erfolg 2010“ im Wettbewerb von „Gazeta Wyborcza“ in Lublin in der Kategorie „große Firmen“.[28]
- Medaille „Acanthus Ureus“ für den Stand während der internationalen Umweltschutzmesse „POLEKO 2011“ in Posen.[29]

### 2012
- Preisträger des Titels „Der die polnische Industrie verwandelt hat“, der von der Redaktion der Wirtschaftsmonatszeitschrift „Nowy Przemysł“ und des Wirtschaftsportals Wnp.pl verliehen wird.[30]